# Denis Amici
Denis Amici (n. San Marino, 10 de junio de 1972) es un político y economista sanmarinense. Está casado y tiene dos hijos, es residente en el municipio de Fiorentino.
Proveniente de una familia de empresarios. El realizó sus estudios universitarios licenciándose en Economía, estudiando las especialidades de contabilidad y negocios.
Tras acabar sus estudios, en el año 1999 comenzó a trabajar en la empresa constructora de su padre encargándose de la gestión como contratista.
En política entró en el Partido Demócrata Cristiano Sanmarinense, donde se presentó como candidato a las Elecciones Generales de noviembre de 2008 consiguiendo ser miembro del Consejo Grande y General de San Marino, perteneciendo allí al Comité Permanente de Interior y de Justicia y también entró en el famoso Consejo de los Doce.
Tras las siguientes elecciones generales celebradas en el año 2012, se volvió a presentar por las listas de su partido político (Partido Demócrata Cristiano Sanmarinense), donde fue reelegido como miembro del Consejo General del país y elegido como nuevo y segundo Capitán Regente de San Marino junto ala política Antonella Mularoni, el día 1 de abril del año 2013, donde se sucedió en el gobierno de San Marino a los políticos Teodoro Lonfernini y Denise Bronzetti.
Durante su mandato, pertenece a la organización internacional de Unión Interparlamentaria.